# 제52전투비행단 (독일 국방군)
제52전투비행단(독일어: Jagdgeschwader 52; JG 52)은 제2차 세계 대전 당시 독일 국방군 공군의 부대 중 하나이다. 역사상 가장 높은 전과를 올린 전투기 부대로서 전쟁 내내 총 10,000 기 이상의 적기를 격추했다. 역사상 에이스 전투조종사 1, 2, 3위인 에리히 하르트만, 게르하르트 바르크호른, 귄터 랄이 모두 이 부대에서 복무했다.

## 지휘관

### 비행단장
1. 소령 후베르투스 메르하르트 폰 베르네크 (1939년 8월 19일 – 1940년 8월 18일)
2. 소령 한스 트뤼벤바흐 (1940년 8월 19일 – 1941년 10월 10일)
3. 소령 빌헬름 레스만 (1941년 10월 15일 – 1942년 6월 2일)
4. 중령 프리드리히 베크 (1942년 6월 3일 – 1942년 6월 21일)
5. 소령 헤르베르트 이흘레펠트 (1942년 6월 22일 – 1942년 10월 28일)
6. 중령 디트리히 흐라바크 (1942년 11월 1일 – 1944년 9월 30일)
7. 중령 헤르만 그라프 (1944년 10월 1일 – 1945년 5월 8일)

### 비행집단장

#### 제1비행집단

제52전투비행단 제1비행집단 인식표

1. 대위 디트리히 폰 파일 운트 클라인엘구트 백작 (1939년 11월 1일 – 1939년 11월 21일)
2. 대위 지크프리트 폰 에슈베게 (1939년 12월 1일 – 1940년 8월 26일)
3. 대위 볼프강 에발트 (1940년 8월 27일 – 1941년 5월 24일)
4. 대위 카를하인츠 레즈만 (1941년 5월 25일 – 1941년 11월 6일)
  - 중위 카를 롬멜 (권한대행; 1941년 11월 6일 – ?)
5. 대위 헬무트 베네만 (1942년 6월 14일 – 1943년 11월 12일)
  - 대위 요하네스 비제 (권한대행; 1943년 5월 11일 – 1943년 11월 12일)
6. 대위 요하네스 비제 (1943년 11월 13일 – 1944년 5월 20일)
7. 대위 아돌프 보르허즈 (1944년 6월 11일 – 1945년 1월 31일)
8. 대위 에리히 하르트만 (1945년 2월 1일 – 1945년 5월 8일)

#### 제2비행집단

제52전투비행단 제2비행집단 인식표

1. 대위 한스귄터 폰 코르나츠키 (1939년 9월 1일 – 1940년 8월 26일)
2. 대위 빌헬름 엔슬렌 (1940년 8월 27일 – 1940년 11월 2일)
3. 대위 에리히 보이트케 (1940년 11월 3일 – 1942년 2월 28일)
4. 대위 요하네스 슈타인호프 (1942년 3월 1일 – 1943년 3월 24일)
5. 대위 헬무트 퀴흘레 (1943년 3월 25일 – 1943년 8월 31일)
6. 대위 게르하르트 바르크호른 (1943년 9월 1일 – 1945년 1월 15일)
  - 대위 헬무트 리페르트 (권한대행; 1944년 6월 1일 – 1944년 10월 ?일)
  - 대위 에리히 하르트만 (권한대행; 1945년 1월 16일 – 1945년 1월 31일)
7. 대위 빌헬름 바츠 (1945년 2월 1일 – 1945년 5월 8일)

#### 제3비행집단

제52전투비행단 제3비행집단 인식표

1. 대위 볼프하인리히 폰 호우발트 (1940년 3월 1일 – 1940년 7월 24일)
2. 소령 알렉산더 폰 빈터펠트 (1940년 8월 1일 – 1940년 10월 6일)
3. 소령 고트하르트 한드리크 (1940년 10월 7일 – 1941년 6월 22일)
4. 소령 알베르트 블루멘자트 (1941년 6월 23일 – 1941년 9월 30일)
5. 소령 후베르투스 폰 보닌 (1941년 10월 1일 – 1943년 7월 5일)
6. 대위 귄터 랄 (1943년 7월 6일 – 1944년 4월 18일)
7. 소령 빌헬름 바츠 (1944년 4월 19일 – 1945년 1월 31일)
8. 대위 아돌프 보르허즈 (1945년 2월 1일 – 1945년 5월 8일)